# Démocratie et république
Démocratie et république, connu anciennement sous le nom de Metz pour tous, est une formation politique française fondée en 1991 par Jean-Louis Masson.
Ce micro-parti permet d'accéder au financement public des partis politiques français en présentant quelques candidats aux élections législatives et en ayant des députés et des sénateurs qui s'y rattachent alors qu'ils ont été élus sous une autre étiquette. D'après le journaliste Laurent de Boissieu, Démocratie et république est utilisé par certains parlementaires divers droite, qui font le choix de s'y rattacher financièrement, pour récupérer l'aide publique associée à chaque parlementaire au profit de leur propre micro-parti.

## Élections
L'association Metz pour tous a d'abord présenté une candidate aux élections législatives de 1997 : Viviane Mancip-Lapierre dans la troisième circonscription de la Guadeloupe. Celle-ci a recueilli deux votes ce qui a suffi pour ouvrir l'accès de Metz pour tous au financement public. Jean-Louis Masson s'est rattaché à cette formation une fois réélu député de la Moselle sous l'étiquette du parti Rassemblement pour la République. Le Conseil constitutionnel a par la suite invalidé les comptes de cette campagne et il est obligé de laisser sa place à sa suppléante Marie-Jo Zimmermann qui sera élue en février 1998. Après une période d'inéligibilité d'un an, Jean-Louis Masson devient sénateur en 2001. Il sera réélu en 2011.
Sous l'étiquette « Rassemblement France Réunion », la formation a soutenu Christophe Eula aux élections législatives de 2002, lequel s'est présenté à la députation dans la troisième circonscription de La Réunion et a enregistré un seul vote sur son nom. Ce résultat a de nouveau permis au parti de recevoir des aides financières publiques.  
Aux élections législatives de 2007, Démocratie et république présente la députée sortante Béatrice Vernaudon-Coppenrath, qui est battue au premier tour dans la deuxième circonscription de la Polynésie française en obtenant 22,53 % des voix.

## Représentation parlementaire
- Jean-Louis Masson, sénateur

## Rattachement financier
En 2011, lors de la XIIIe législature, neuf députés et quatre sénateurs sont rattachés financièrement à la formation. Si ces rattachements sont alors anonymes, Mediapart révèle en février 2011 que les parlementaires du parti Debout la République y sont apparentés afin de pouvoir trouver une source de financement, et Jean Louis Masson apporte son soutien à Nicolas Dupont-Aignan pour sa candidature à l'élection présidentielle française de 2012.
Pour la XIVe législature, quatre députés se sont rattachés financièrement à Démocratie et république : Jacques Bompard (LS), Jean-Pierre Decool (apparenté UMP), Maurice Leroy (UDI), et Gabrielle Louis-Carabin (DVG, ex-UMP).